# Municipio de Ellsworth (Míchigan)
El municipio de Ellsworth (en inglés: Ellsworth Township) es un municipio ubicado en el condado de Lake en el estado estadounidense de Míchigan. En el año 2010 tenía una población de 817 habitantes y una densidad poblacional de 8,92 personas por km².

## Geografía
El municipio de Ellsworth se encuentra ubicado en las coordenadas 44°1′32″N 85°37′14″O / 44.02556, -85.62056. Según la Oficina del Censo de los Estados Unidos, el municipio tiene una superficie total de 91.59 km², de la cual 91,07 km² corresponden a tierra firme y (0,57 %) 0,52 km² es agua.

## Demografía
Según el censo de 2010, había 817 personas residiendo en el municipio de Ellsworth. La densidad de población era de 8,92 hab./km². De los 817 habitantes, el municipio de Ellsworth estaba compuesto por el 96,45 % blancos, el 0,61 % eran afroamericanos, el 0,61 % eran amerindios, el 0,12 % eran asiáticos, el 0,12 % eran de otras razas y el 2,08 % eran de una mezcla de razas. Del total de la población el 1,59 % eran hispanos o latinos de cualquier raza.